# Kingdom of Desire
Kingdom of Desire – album wydany przez Toto w 1992 roku. Perkusista Jeff Porcaro zmarł krótko po nagraniu albumu (na jego miejsce do zespołu trafił brytyjski perkusista Simon Phillips). Album został zmiksowany przez  Boba Clearmountaina. Jest to "najcięższy" pod względem gatunku muzycznego, album wydany przez Toto do chwili obecnej.

## Lista utworów
1. "Gypsy Train" (Toto) – 6:45
2. "Don't Chain My Heart" (Toto) – 4:46
3. "Never Enough" (Toto/Waybill) – 5:45
4. "How Many Times" (Toto) – 5:42
5. "2 Hearts" (Toto) – 5:13
6. "Wings of Time" (Toto) – 7:27
7. "She Knows the Devil" (Toto) – 5:25
8. "The Other Side" (R. Kaplan/Paich/Sherwood) – 4:41
9. "Only You" (Toto) – 4:28
10. "Kick Down the Walls" (Kortchmar/Lynch) – 4:55*
11. "Kingdom of Desire" (Kortchmar) – 7:16
12. "Jake to the Bone" (Toto) – 7:05

- utwór pominięty na niektórych wersjach płyty CD

## Skład
- Steve Lukather - gitara, wokale
- David Paich - fortepian, organy, syntezator
- Mike Porcaro - gitara basowa
- Jeff Porcaro - perkusja
- Steve Porcaro - syntezator
- Joseph Porcaro - perkusja
- Don Menza - saksofon
- Gary Herbig - saksofon
- Chuck Findley  - trąbki
- Jim Keltner - perkusja
- Chris Trujillo - perkusja

## Single
- Don't Chain My Heart / Jake To the Bone
- Only You / Gypsy Train
- 2 Hearts / How Many Times / Never Enough